# Gat americà de pèl curt

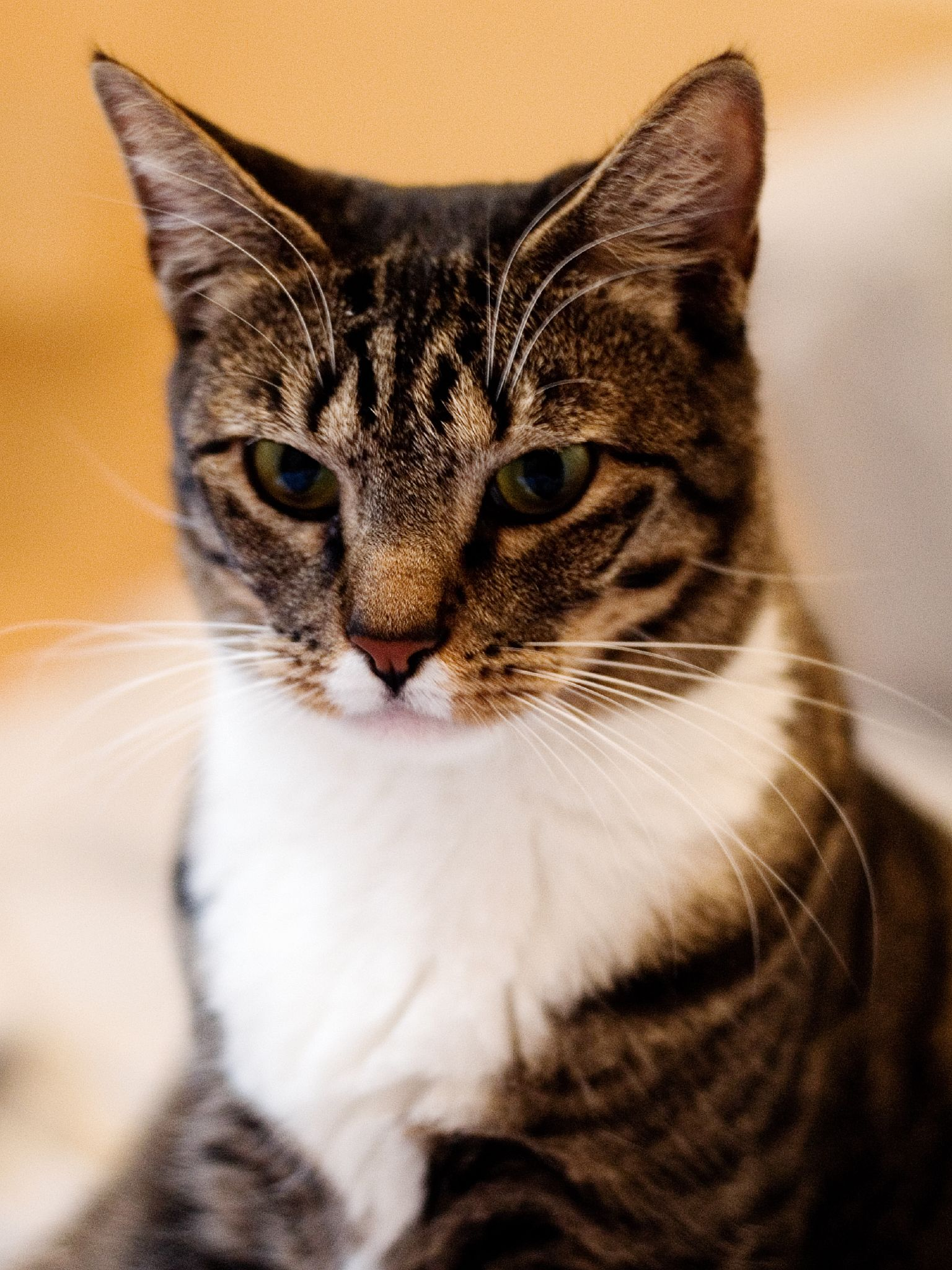
Gat americà de pèl curt.

El gat americà de pèl curt o american shorthair és una raça de gat originària dels Estats Units.

## Història
Es tracta d'una raça robusta que deu molt als gats de treball que els primers colonitzadors van portar als Estats Units, però el seu pedigrí es remunta fins a un mascle tigrat vermellós, anomenat Belle, que va ser enviat des d'Anglaterra a l'inici del segle xix, i que va ser el primer a registrar-se als Estats Units sota el títol "de pèl curt ". Més tard se'ls va conèixer com a "domèstics de pèl curt", però des del 1966 el nom oficial ha estat Americà de pèl curt. Aquesta raça té una forma menys quadrada que la del gat britànic de pèl curt.

## Característiques físiques
- Cos: sòlidament construït, amb potes de mida mitjana, urpes rodones i cua no gaire llarga que s'estreny cap a l'extrem despuntat de final abrupte.
- Cap: Gran i de galtes plenes, lleugerament més llarga que ampla, amb orelles lleugerament arrodonides, una corba contínua des del front fins al capdamunt i nas de mida mitjana.
- Ulls: Grans i molt oberts, la parpella superior amb una curvatura ametllada, l'inferior totalment rodó, en una col·locació lleugerament obliqua. Color or brillant excepte en el blau o ulls imparells en el blanc; verds o avellana en els tigrats platejats; verds o verd blavós en els puntejats platejats.
- Pelatge: Curt, gruixut, uniforme i dur al tacte.
- Colors: Blanc natural, blau, vermellós i crema; xinxilla i plata ombrejat; camafeu petxina i ombrejat; fum negre, blau, camafeu i closca de tortuga; cafè, vermellós, blau, crema, plata i camafeu, tigrat pedaç, cafè, blau i plata; blau crema, calicó, calicó diluït; bicolor amb negre, blau, vermell i crema.